# 馬氏似弱棘魚
馬氏似弱棘魚，為輻鰭魚綱刺尾鯛目弱棘魚科似弱棘魚屬的其中一種，分布於中西太平洋區，海域，包括印尼、菲律賓、巴布亞紐幾內亞、帛琉、所羅門群島等海域，棲息深度18-80公尺，體長可達12公分，生活在沙石底質海域，屬肉食性，可作為觀賞魚。

## 擴展閱讀
維基物種上的相關：馬氏似弱棘魚